# Ancien abri du marin (Île de Sein, 1906)
Ne doit pas être confondu avec Ancien abri du marin (Île de Sein, 1900).
Pour les articles homonymes, voir Ancien abri du marin.
L'ancien abri du marin, actuel musée des Sénans, est un bâtiment situé dans le département français du Finistère, sur la commune de l'Île-de-Sein.

## Historique

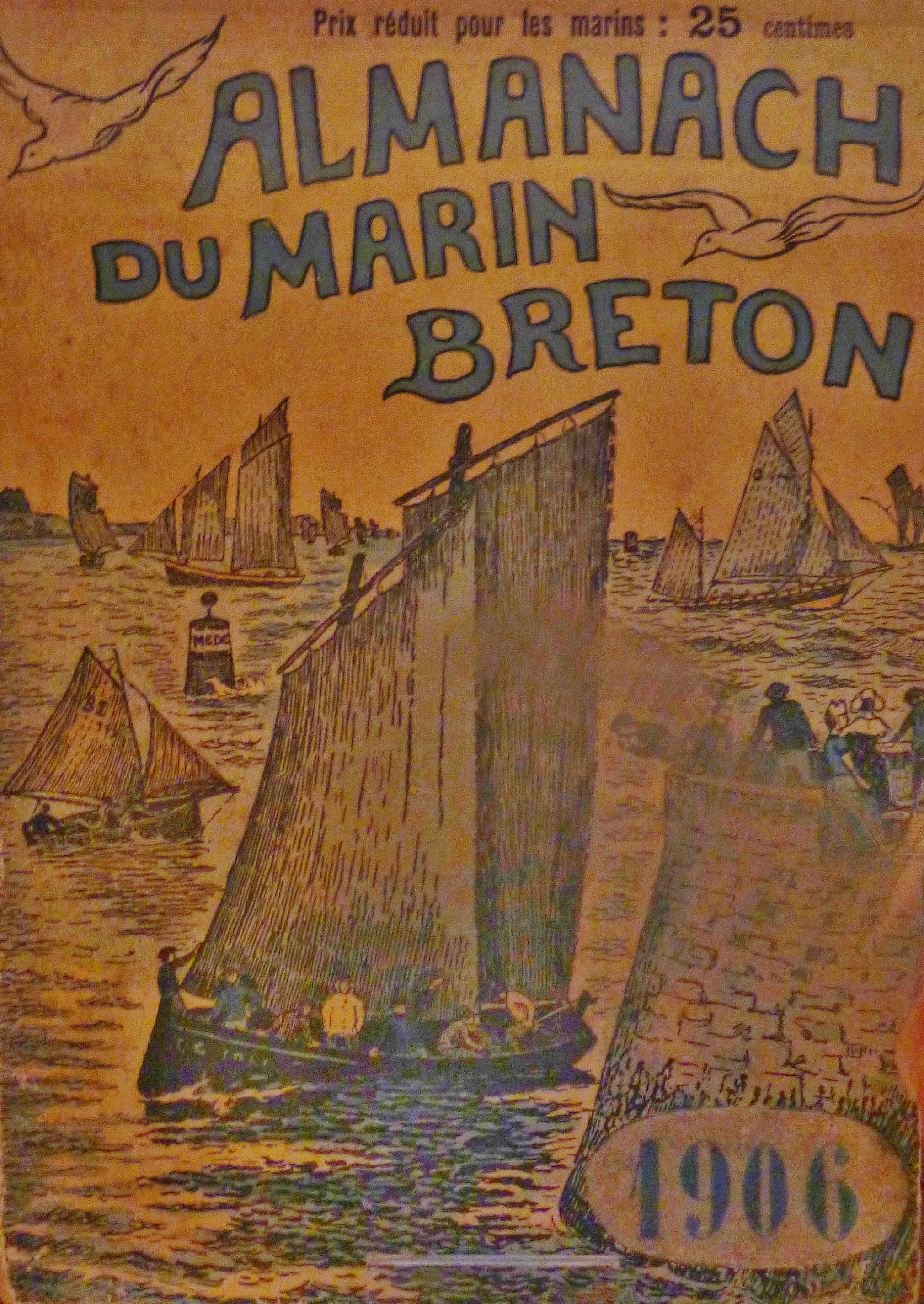

En 1899 Jacques de Thézac réunit dans l'Almanach du Marin Breton la documentation propre à la navigation de plaisance côtière. Cet ouvrage a tant de succès qu'avec la recette il peut louer puis acquérir un grenier sur  l'Île de Sein. C'est le début des Abris de Marins qui jalonneront les côtes françaises jusqu'à Toulon.
Les façades et toitures de l’abri, ainsi que son préau, les bacs de traitement des voiles et les restes de la chaudière, font l'objet d'une inscription au titre des monuments historiques depuis le 19 novembre 2007.